# Pico Cristóbal Colón
A Pico Cristóbal Colón (nevének jelentése: „Kolumbusz Kristóf-csúcs”) Kolumbia legmagasabb hegye, egyben a világ 5. legnagyobb relatív magassággal rendelkező hegye. A legközelebbi hegy, amely magasabb nála (a Volcán Cayumbe), 1288 km-re található. A Magdalena megye területén emelkedő csúcs a Pico Simón Bolívarral együtt a Sierra Nevada de Santa Marta hegység része.